# Урбана (Мисури)
Урбана (енгл. Urbana) град је у америчкој савезној држави Мисури.

## Демографија
По попису из 2010. године број становника је 417, што је 10 (2,5%) становника више него 2000. године.
| Група             | 2000.       | 2010.       |
| Белци             | 396 (97,3%) | 407 (97,6%) |
| Афроамериканци    | 0 (0,0%)    | 0 (0,0%)    |
| Азијати           | 0 (0,0%)    | 0 (0,0%)    |
| Хиспаноамериканци | 1 (0,2%)    | 3 (0,7%)    |
| Укупно            | 407         | 417         |